# Hautasaari (ö i Savitaipale)
Hautasaari är en ö i Finland. Ön ligger i sjön Kuolimo och i kommunen Savitaipale och landskapet  Södra Karelen. Öns area är 1,1 hektar och dess största längd är 160 meter i nord-sydlig riktning.  Ordet hautasaari åsyftar att ön har varit en begravningsplats.